# Вебсторінка

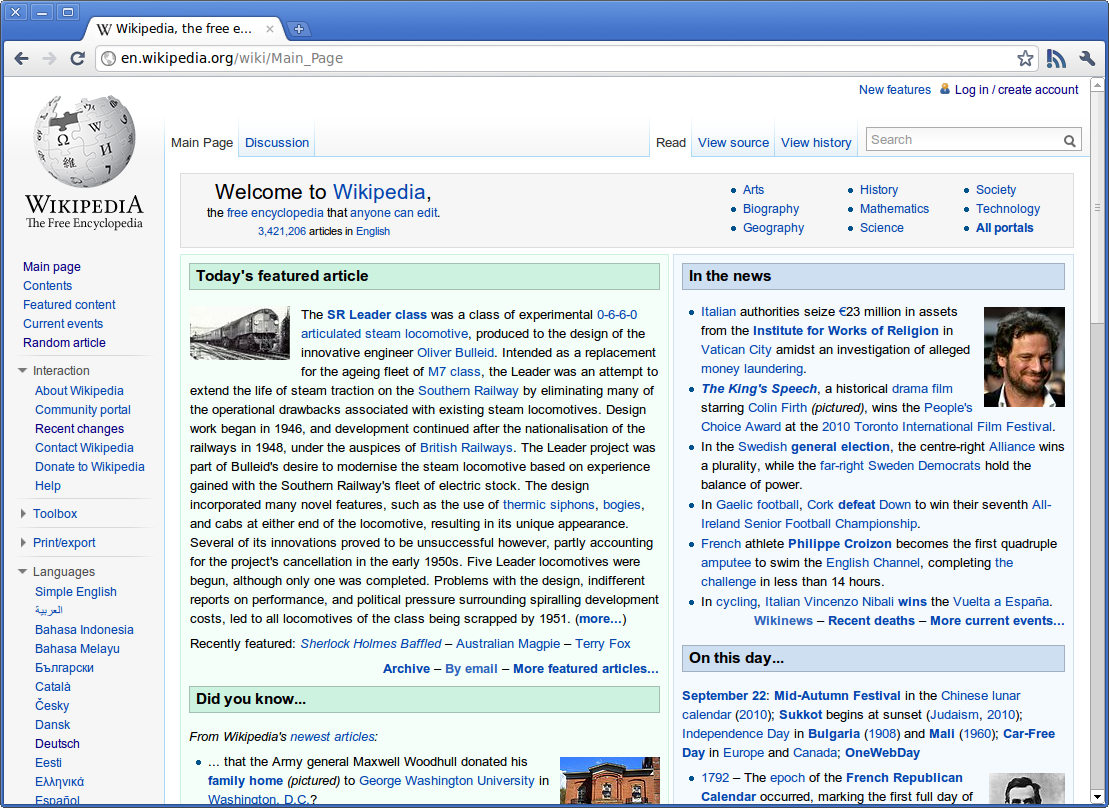
Домашня сторінка вебсайту, яка відображається у веббраузері

Вебсторінка (англ. web page або англ. webpage) — інформаційний ресурс, доступний в мережі World Wide Web (Всесвітня павутина), який можна переглянути у веббраузері. Зазвичай, інформація вебсторінки записана у форматі HTML, XHTML, або рідше Wml (для wap-сторінок).

## Використання вебсторінок
Вебсторінки можуть об'єднуватися в сайти за допомоги гіпертексту з навігаційними гіперпосиланнями на інші сторінки. Процес створення вебсторінки називається версткою.
Вебсторінки можуть зберігатись на локальному комп'ютері або отримуватись із віддаленого вебсервера. Вебсервер може накладати обмеження на доступ до вебсторінок, наприклад, дозволяти перегляд лише з локальної мережі (інтранет), або відкривати доступ до сторінок в мережі Інтернет. Запити на отримання та передача вебсторінок з вебсерверів відбувається за протоколом HTTP.
Вебсторінки можуть складатись із статичних текстових файлів, що зберігаються у файловій системі вебсервера (статичні вебсторінки), або вебсервер може створювати сторінки за запитом браузера (динамічні вебсторінки). Застосування сценаріїв на стороні клієнта після завершення завантаження сторінки може прискорювати роботу користувача з нею.
Гарною може бути сторінка, що відповідає наступним критеріям:
- Є кросбраузерною;
- Створена блоками;
- Вихідний код сторінки валідний;
- Оптимізована текстова та графічна інформація;
- Зручна навігація між сторінками;

## При написанні сторінки можуть також використовуватися
- CSS — для дизайну сторінки
- PHP, Ruby та інші мови, які виконуються на стороні сервера і які оживляють документ.
- Javascript, VBscript та інші, мови які теж оживляють документ, але виконуються вже на стороні користувача.
- Ajax — технологія, що дозволяє взаємодіяти з сервером без перезавантаження сторінки